# فرودگاه سائو گابریل دا کچیرا
فرودگاه سائو گابریل دا کچیرا (به انگلیسی: São Gabriel da Cachoeira Airport) (به زبان بومی: Aeroporto de São Gabriel da Cachoeira) یک فرودگاه همگانی مسافربری با کد یاتا SJL است که یک باند فرود آسفالت دارد و طول باند آن ۲۶۰۰ متر است. این فرودگاه در کشور برزیل قرار دارد و در ارتفاع ۷۶ متری از سطح دریا واقع شده است.

## شرکت‌های هوایی و مقصدهای پروازی
≤دراین فرود گاه هیچ پروازی انجام نمی‌شود≥